# Сантанополис
Сантанополис (порт. Santanópolis)  —  муниципалитет в Бразилии, входит в штат Баия. Составная часть мезорегиона Северо-центральная часть штата Баия. Входит в экономико-статистический микрорегион Фейра-ди-Сантана. Население составляет 8144 человека на 2006 год. Занимает площадь 250,027 км². Плотность населения — 32,6 чел./км².

## Статистика
- Валовой внутренний продукт на 2003 год составляет 13 193 483,00 реалов (данные: Бразильский институт географии и статистики).
- Валовой внутренний продукт на душу населения на 2003 год составляет 1575,72 реалов (данные: Бразильский институт географии и статистики).
- Индекс развития человеческого потенциала на 2000 год составляет 0,627 (данные: Программа развития ООН).